# 小田縣

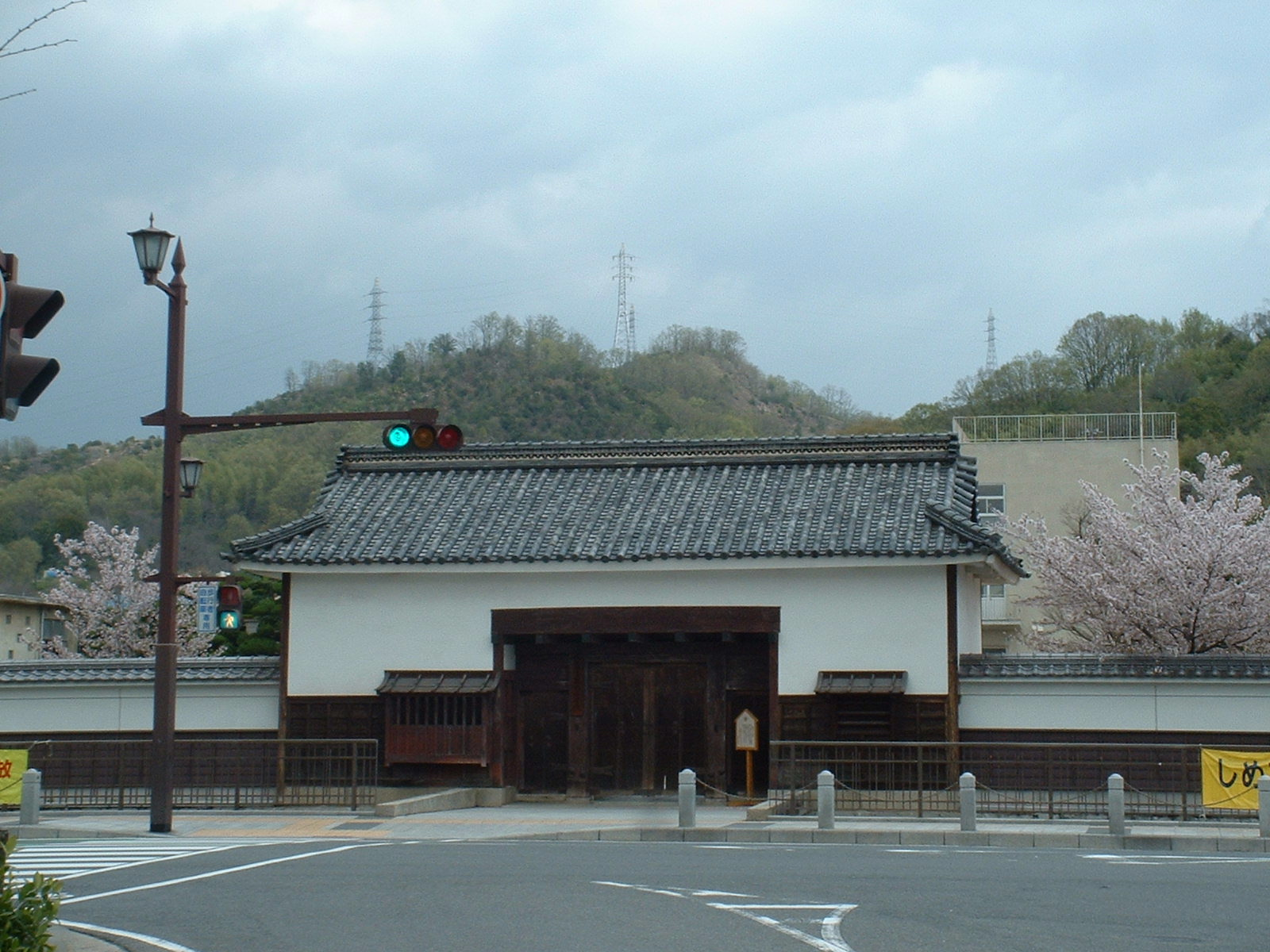
小田縣原縣廳所在（2006年4月拍攝）

小田縣（日语：〔〕／ Oda ken */?）是日本於1871年設立的行政區劃，最初的名稱為深津縣，管轄範圍包括過去明治維新前備中國全部區域及備後國東部地區，相當於現在的岡山縣西部區域及廣島縣東部區域；已在1875年被併入岡山縣。

## 歷史
1871年日本實施廢藩置縣，備中國內的鴨方藩、生坂藩、庭瀨藩、足守藩、淺尾藩、岡田藩、高梁藩、成羽藩、新見藩及備後國的備後福山藩先後被改設為鴨方縣、生坂縣、庭瀨縣、足守縣、淺尾縣、岡田縣、高梁縣、成羽縣、新見縣、福山縣，當時在備中國內還有1868年新政府從幕府直轄的倉敷支配所所改設的倉敷縣；同年11月的第一次府縣整併中，將這十一個縣合併，最初規劃將新縣的縣廳設於深津郡福山町福山城（位於現在的福山市），因此命名為深津縣。
但由於新政府考慮到福山城過去為幕府譜代大名備後福山藩的領地，決定將縣廳改設於小田郡的笠岡代官所，因此在依縣廳所在地將縣名更改為小田縣。
期間過去屬於岡山藩支藩的鴨方藩及生坂藩區域曾一度被改劃入岡山縣，但僅約半年又將其劃回小田縣。
1875年12月，小田縣被併入岡山縣；但在1876年4月，又將小田縣原屬備後國的區域改劃入廣島縣。

## 歴任知事
深津縣
| 職稱       | 姓名     | 上任日期               | 卸任日期             | 備註                         |
| ---------- | -------- | ---------------------- | -------------------- | ---------------------------- |
| 權令       | 矢野光儀 | 1871年11月15日（舊曆） | 1872年6月7日（舊曆） | 前葛飾縣權知事、原佐伯藩藩士 |
| 參考資料： |          |                        |                      |                              |

小田縣
| 職稱       | 姓名     | 上任日期             | 卸任日期     | 備註       |
| ---------- | -------- | -------------------- | ------------ | ---------- |
| 縣令       | 矢野光儀 | 1872年6月7日（舊曆） | 1875年9月5日 | 前深津權令 |
| 參考資料： |          |                      |              |            |